# داي6
داي6 ((هانغل: 데이식스)، أسلوبا :DAY6، تقرأ: داي سكس) هي فرقة روك كورية جنوبية، تشكلت بواسطة جاي واي بي إنترتينمنت. الفرقة تتكون من ستة أعضاء: Sungjin, Jae, Young K, Wonpil, و Dowoon. الفرقة ظهرت لأول مرة مع ألبوم مصغر، The Day، في 7 سبتمبر، 2015.

## الأعضاء
- جاي (Park Jae-hyung) 박제형
- سونغجين (Park Sung-Jin) 박성진 القائد
- يونغ كي - براين (Kang Yeong-hyun) 강영현
- ونبيل (Kim Won-pil) 김원필
- دوون (Yoon Do-Woon) 윤도운 الماكني
- جونهيوك (سابقًا)

## وصلات خارجية
- داي6 على موقع ميوزك برينز (الإنجليزية)
- داي6 على موقع أول ميوزيك (الإنجليزية)
- داي6 على موقع ديسكوغز (الإنجليزية)

- (كورية) الموقع الرسمي